# Jules Coussens
Jules Cyrille Coussens (Wevelgem, 24 juli 1898 - Kortrijk, 29 oktober 1978) was een Belgisch Vlaamsgezind politicus. Hij was volksvertegenwoordiger (1933-1946) voor de Katholieke Partij en burgemeester van Kortrijk (1950-1959) voor de CVP.

## Levensloop

### Jeugd en studies
Jules Coussens werd geboren als oudste kind van een vlashandelaar. In zijn jeugd hielp hij mee in de onderneming van zijn vader.
In 1921 werd hij bediende bij de Kortrijkse ACW. Het daaropvolgend jaar stuurde voorzitter Arthur Mayeur hem naar de pas opgerichte Sociale School in Heverlee waar hij een studiegenoot was van August Cool en Paul-Willem Segers. Coussens maakte er eveneens kennis met de Vlaamse Beweging. In 1924 behaalde hij het diploma van maatschappelijk assistent voor de Middenjury in Brussel met een thesis over de vlasbewerking en de arbeidsomstandigheden van de vlasarbeiders. Bij het ACW te Kortrijk werd hij in 1924 algemeen secretaris.

### Coussens als vooroorlogs politicus
Bij de Kortrijkse gemeenteraadsverkiezingen van 1926 kreeg Coussens als ACW-kandidaat een plaats op de lijst van de Katholieke Partij en werd meteen verkozen. In de gemeenteraad ijverde hij voor de vernederlandsing van het stadsbestuur en betere lonen voor het stadspersoneel. Twee jaar later nam hij echter ontslag uit de gemeenteraad omdat hij zich niet kon verzoenen met de veel te langzame vernederlandsing van het stadsbeeld.
In 1932 werd Coussens provincieraadslid van West-Vlaanderen, wat hij bleef tot in 1933. Dat jaar werd hij lid van de Kamer van volksvertegenwoordigers voor het arrondissement Kortrijk, wat hij bleef tot in 1946. Samen met Gustave Sap en Leo Vindevogel vormde Coussens de radicale Vlaamsgezinde zijde van de Katholieke Partij. In het parlement zette hij zich vooral in voor de grensarbeiders, de ontwikkeling van de vlas- en textielindustrie en de taalgrensproblematiek. Ondanks het verbod van zijn partij steunde Coussens de taalgrensacties van Flor Grammens in 1937.
Coussens, die eind 1936 zijn functie als ACW-secretaris had stopgezet, deed in oktober 1938 opnieuw mee aan de gemeenteraadsverkiezingen in Kortrijk. Hij werd verkozen en werd benoemd tot schepen. Tijdens de Tweede Wereldoorlog richtte Coussens een autobusbedrijf op en zou later voorzitter worden van de Federatie van Belgische Autobus- en Autocarondernemingen (FBAA). Na de oorlog werd Coussens beschuldigd van samenwerking met een collaborerende aannemer maar hij werd hiervoor in 1948 vrijgesproken wegens gebrek aan bewijs. Deze beschuldiging zou nochtans een grote invloed hebben op het vervolg van zijn politieke carrière.

### Coussens als naoorlogs politicus
Bij de parlementsverkiezingen van februari 1946 werd de eerste plaats op de kieslijst van de CVP voorbehouden voor Alfred De Taeye. Coussens kreeg geen plaats meer op de CVP-lijst en ook zijn coöptatie als senator mislukte omdat het beschuldigingsdossier nog niet afgesloten was waardoor hij afscheid diende te nemen van het parlement. Als compensatie beloofde de CVP hem te steunen bij de burgemeestersvoordracht op het einde van het jaar. Op dat moment was er nog steeds geen uitspraak in de zaak-Coussens zodat ook het burgemeesterschap naar De Taeye ging en hij ook geen verkiesbare plaats kreeg bij de parlementsverkiezingen van 1949. Hierdoor kwam hij bij deze verkiezingen op met een scheurlijst. Hij behaalde slechts enkele tientallen stemmen te weinig om verkozen te geraken.
In oktober 1950 werd De Taeye minister van Volksgezondheid en Gezin en kon Coussens eindelijk tot burgemeester van de stad Kortrijk worden benoemd. Hij bouwde Kortrijk opnieuw op na de oorlogsbombardementen en zorgde ervoor dat Kortrijk opnieuw een stad met allure werd. Onder Coussens ging echter ook heel wat bouwkundig erfgoed verloren, want onder zijn bestuur werd besloten de beschadigde Lakenhallen (nochtans een geklasseerd monument) en het neogotische postgebouw niet te restaureren maar af te breken. Door zijn eigengereid optreden als burgemeester ontstonden er echter regelmatig conflicten met zijn schepenen.
Na de gemeenteraadsverkiezingen van oktober 1958 steunde de CVP hem niet meer bij de burgemeestersvoordracht en werd Jozef Lambrecht naar voren geschoven. Coussens brak definitief met de partij, waarmee de verstandhouding al jarenlang verzuurd was, en hij ging als onafhankelijke in de gemeenteraad zetelen. Bij de volgende verkiezingen in 1964 kwam hij op met een eigen, door de Volksunie gesteunde lijst Volksbelangen. Coussens belandde in de oppositie en bleef nog in de gemeenteraad zetelen tot in 1976. Bij de parlementsverkiezingen van 1965 was hij voor de Kamer lijsttrekker van de Vlaamse Volkspartij, een kartellijst van de Volksunie en Volkspartij, in het arrondissement Kortrijk. Ondanks een hoog aantal voorkeursstemmen werd Coussens niet verkozen.